# ناتشي نوزاوا
ناتشي نوزاوا (野沢那智 نوزاوا ناتشي) (اسمه الحقيقي ياسوتومو نوزاوا (野沢那智 نوزاوا ياسوتومو))؛ (13 يناير 1938 - 30 أكتوبر 2010)، ممثل ياباني.

## أدواره في الأنمي

### مسلسلات أنمي تلفزيونية
- سبيس أدفنتشر كوبرا - كوبرا
- ليدي أوسكار - هانز أكسل فون فيرسين
- حكايات أشباح المدرسة - شبح سائق التاكسي
- حرب ساكورا - كازوما شينغوجي
- هلسينغ - ألكسندر أندرسون
- كيكايشي - هيسكي ماتسودو
- المقاتل المتنقل جي جاندام - ساي بايلون
- إل كازادور - الرجل المسن
- كلايمور - ليمت
- ديفل ماي كراي - سيد

### أوفا أنمي
- لاست أوردر:فاينل فانتسي 7 - بروفسور هوجو
- كوبرا ذي أنيميشن: ذا سايكوغان - كوبرا
- كوبرا ذي أنيميشن: تايم درايف - كوبرا

### أفلام أنمي
- أي سيتي - رايدن
- ون بيس (2000) - وونان

## أدواره في ألعاب الفيديو
- سلسلة ألعاب حرب ساكورا - كازوما شينغوجي
- سلسلة كينجدوم هارتس
  - كينجدوم هارتس 2 - فيكسن
  - كينجدوم هارتس بيرث باي سليب - إيفن

## أدواره في الدبلجة اليابانية
- شخصي وعن قرب - وارن جاستيس
- الهدف - نيك ويلز
- الأصدقاء الطيبون - جيمي كونواي

## وصلات خارجية
- ناتشي نوزاوا على موقع IMDb (الإنجليزية)
- ناتشي نوزاوا على موقع ألو سيني (الفرنسية)
- ناتشي نوزاوا على موقع قاعدة بيانات الفيلم (الإنجليزية)
- ناتشي نوزاوا على موقع كينوبويسك (الروسية)
- ناتشي نوزاوا على موقع ANN person (الإنجليزية)